# ماه عسل (نمایش‌نامه)
ماه عسل نمایش‌نامه‌ای نوشته جان توبین است. این اثر تحت تأثیر یکی از نوشته‌های شکسپیر به نام رام کردن زن سرکش نوشته و در طول قرن نوزدهم اجرا شد.

## تاریخچه
اولین اجرای این نمایش در در ۳۱ ژانویه ۱۸۰۵ در مکان تئاتر رویال، دروری لین بود. رابرت ویلیام الیستون نقش آرانزا و خانم دانکن (ماریا ربکا دیویسون) در نقش جولیانا بازی کردند. سپس این نمایشنامه در ۱۴ نوامبر ۱۸۰۹ در ادینبورگ با هنری سیدونز در نقش دوک و همسرش هریت سیدونز در نقش جولیانا اجرا شد. همچنین در ۳۰ ژوئن ۱۸۲۷ در دروری لین با بازی جیمز وارد در نقش دوک و فرانسیس النور جارمن به عنوان همسرش اجرا شد.

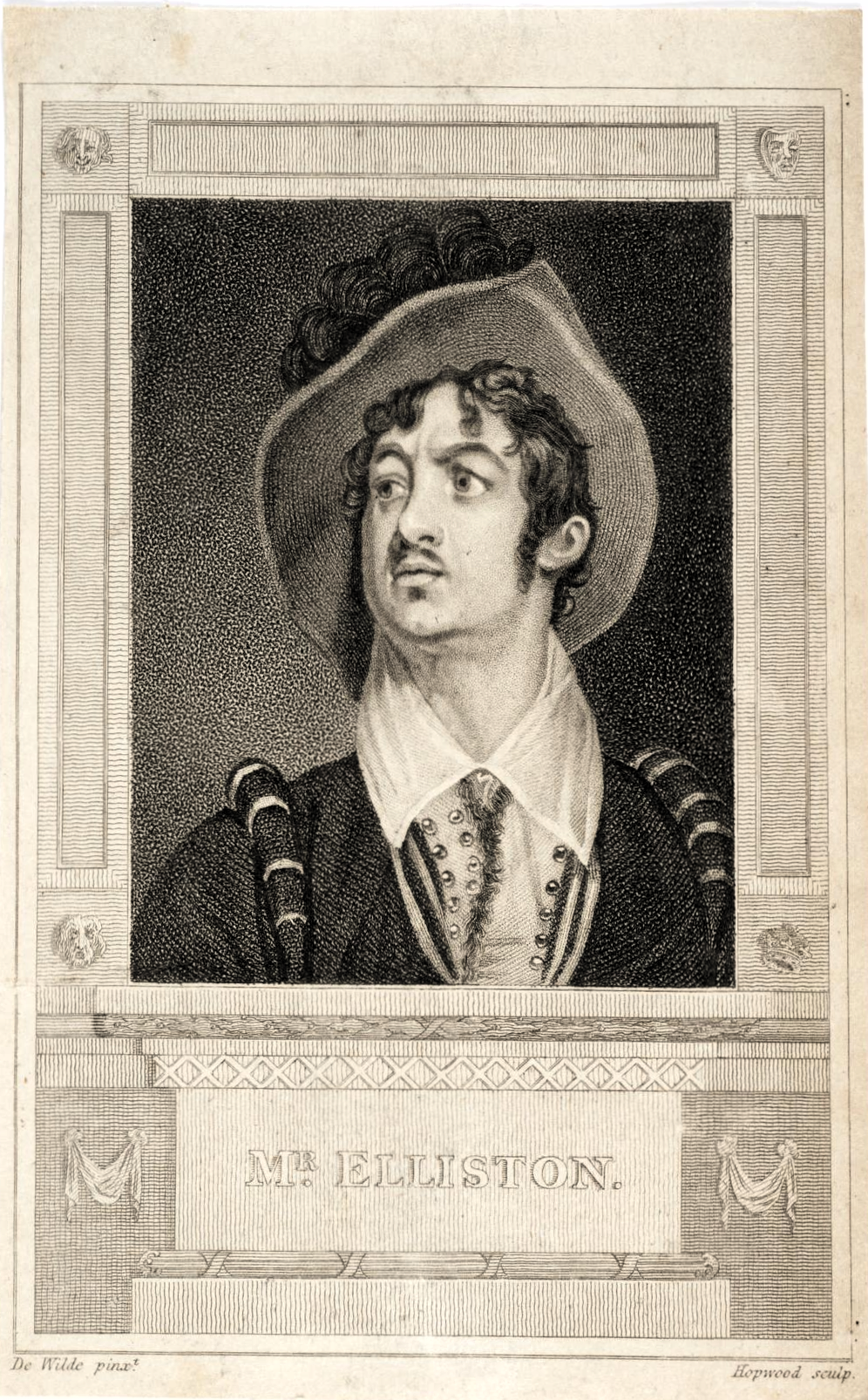
آقای الیستون در نقش دوک
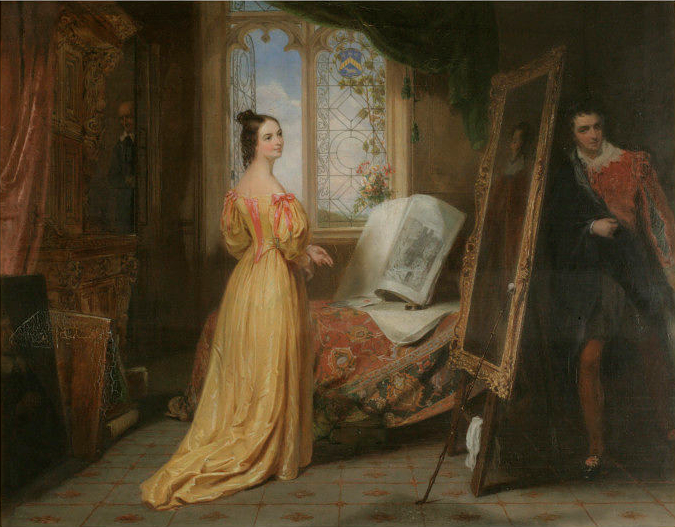
خانم دانکن در نقش جولیانا

## داستان نمایشنامه
این نمایشنامه در اوایل قرن هفدهم در اسپانیا می‌گذرد. دوک آرانزا، با تظاهر به این که یک دهقان ساده هست، عروسش جولیانا را به یک کلبه ساده روستایی می‌برد و در آن جا تحت رژیمی قرار می‌دهد تا «روح غرورآفرین» او را اصلاح کند. هنگامی که جولیانا تسلیم اراده او می‌شود، او هویت واقعی خود را فاش می‌کند و همسرش را در جایگاه واقعی خود در قصر می‌نشاند.